# 杉善右衛門
杉 善右衛門（すぎ ぜんえもん、生年不詳 - 慶長20年5月7日（1615年6月3日））は、戦国時代から江戸時代初期にかけての武将である。

## 略歴
豊臣氏の家臣であり、秀吉に僅かな禄で仕えた。大坂の陣では大坂七手組として奮戦するも玉造口で討ち死にした。子孫は池田氏の家臣となった。